# Assabinidica
La parola assabbinidica è una formula di saluto diffusa della lingua siciliana, equivalente al "Ciao!" italiano; di solito è rivolta a persone anziane o aventi una certa autorità. È utilizzata come formula di benvenuto e di congedo. Il significato del sostantivo è "Che Dio ti benedica" (in siciliano "Ca lu Signuri t'abbinidici").
Non più in uso nella lingua colloquiale e giovane.

## Saluto di riverenza
- Sabbinidica o Assabbinidica  = Ella mi benedica, da vossia (mi) benedica[2]
- Vassia/vussia sabbinidica= "Vostra signoria (mi) benedica"[3]
- Vuscenza sabbinirica = "Vostra eccellenza (mi) benedica"[4]
  - si risponde con Santu (Santo), Binidittu (Benedetto), santu e riccu nzinu a Pasqua (Santo e ricco fino a Pasqua), Santu, riccu, e cu bonu distinu (Santo, ricco e con buona fortuna), oppure con Binidittu Iddiu (Dio)[5]

### Assonanza
- forte l'assonanza con l'espressione usata dai Siciliani musulmani (Siqilli) all'epoca dell'Emirato di Sicilia "As-Salam ʿalaykum"[1]

## Genesi
Sulla genesi di tale parola sono state formulate varie ipotesi; una delle più probabili è la derivazione dall'espressione usata dai Siciliani musulmani (Siqilli) all'epoca dell'Emirato di Sicilia "As-Salam alaikum wa rahmatu Llahi wa barakatuhu!" traducibile con "Su di voi la pace, la misericordia di Dio e la Sua benedizione" (in siciliano "A tia l'abbentu dû Signuri, e ca iḍḍu si pigghiassi cura di tia").